# Dearborn Observatory
Das Dearborn Observatory ist ein astronomisches Observatorium auf dem Gelände der Northwestern University Evanston, Illinois. Das Observatorium wurde ursprünglich im Jahre 1888 errichtet. Im Sommer 1939 musste das Observatorium verschoben werden, um der Errichtung des technischen Institutes Platz zu machen.

## Geschichte
Die Geschichte des Dearborn Observatoriums fällt zeitlich mit der Gründung der Chicago Astronomical Society 1862 zusammen. 1863 erfuhr die Gesellschaft von der Herstellung einer 18,5" Linse, die ein Teleskop zum größten seiner Zeit machen würde. Die Linse wurde von Frederick Augustus Porter Barnard bestellt, dem Vorsteher der University of Mississippi (später Präsident der Columbia University), der hoffte, ein Observatorium mit dieser Linse gründen zu können. Er beauftragte die renommierte Firma Alvan Clark & Sons in Cambridge, Massachusetts mit deren Herstellung. Der Sezessionskrieg verhinderte jedoch deren Auslieferung nach Mississippi. Deshalb blieb die Linse in Clarks Firma in Cambridge, wo sie vermutlich zum Verkauf stand.
Die Linse war ursprünglich für die Harvard University vorgesehen, wurde dann aber von Thomas Hoyne (1817–1883) aus Chicago, einem Gründungsmitglied der Chicago Astronomical Society, für den Betrag von 11'187 Dollar gekauft. Die Chicago Astronomical Society verwendete die Linse für die alte University of Chicago, dem Vorgängerinstitut der heutigen University of Chicago. Ein Turm wurde an der Cottage Grove Avenue errichtet. Das Gebäude wurde Dearborn Observatory genannt, im Gedenken an Mary Ann Haven Dearborn, die verstorbene Frau von J. Young Scammon, dem hauptsächlichen Gönner dieses Projektes. Die Arbeiten begannen 1863 und zwei Jahre später wurde das originale Dearborn Observatory fertig erstellt. Das Observatorium wurde für viele Jahre von der alten University of Chicago betrieben.
Finanzielle Probleme führten zum Bankrott der Universität im Jahre 1881, worauf die Chicago Astronomical Society gezwungen war, ihre Besitzansprüche an den Instrumenten und der Bibliothek von Dearborn juristisch durchzusetzen.
1887 unterschrieb die Chicago Astronomical Society einen Vertrag mit der Northwestern University, um das Teleskop nach Evanston zu bringen. Dazu wurde ein neues Observatorium in Evanston gebaut, um das Teleskop zu installieren. Die Finanzierung wurde von der Chicago Astronomical Society und von James B. Hobbs erbracht, dem Verwalter von Northwestern. Das neue Gebäude wurde von der Architekturfirma Cobb and Frost gestaltet und im Richardsonian Romanesque Stil aus Kalkstein gebaut. Die Grundsteinlegung erfolgte am 21. Juni 1888, die Einweihung am 19. Juni 1889. Der erste Direktor des Observatoriums wurde der Astronom George Washington Hough.
Die Verbindung zwischen dem Dearborn Observatory und der Chicago Astronomical Society blieb bis zum Wall Street Crash von 1929 bestehen. Die Society geriet in finanzielle Schieflage und konnte den teuren Unterhalt des Observatoriums und der Instrumente nicht mehr aufbringen. Am 30. April 1930 trat die Chicago Astronomical Society ihre Ansprüche am Observatorium an die Northwestern University unter der Bedingung ab, dass das Observatorium unentgeltlich für die Öffentlichkeit zugänglich bleiben soll. Im Jahr 1911 entschied Northwestern die Aufhängung der Linse zu modernisieren, so dass die originale Montierung entfernt wurde. Im Jahr 1929 wurden diese Teile als permanente Leihgabe an das neue Adler-Planetarium vergeben, wo es ausgestellt ist. Die 18,5" Linse blieb in Northwestern. Im Sommer 1939 musste das Dearborn Observatory Gebäude um 200 Meter südöstlich zu der jetzigen Position verschoben werden, um dem technischen Institut Platz zu machen. Die letzte Erweiterung des Observatoriums war eine 38-Fuß Kuppel aus Aluminium im Jahr 1997. Das Teleskop wird bis heute aktiv benutzt und das Gebäude des Observatoriums zudem als Klassenzimmer, Büro und Bibliothek.